# 앙헬 페냐
앙헬 페냐(Ángel Peña, 1975년 2월 16일~)은 도미니카 공화국의 야구 선수이다. 2003년 11월 KBO 리그 한화 이글스에서 크리스 홀트를 영입할 예정이었으나, 영입에 실패하였고, 앙헬 페냐를 대체 영입하였다. 이후 수비 불안, 불성실한 태도 등 여러 가지 사정 때문에 2004년 시즌 중 퇴출되었다.